# Мышца гордецов
Мы́шца гордецо́в, пирамидальная мышца носа, мышца, опускающая переносье  (лат. Musculus procerus, Musculus pyramidalis nasi,  Musculus depressor glabellae) в виде продолговато-плоских пучков начинается на спинке носа от носовой кости и от апоневроза носовой мышцы и прикрепляется к коже надпереносья (в области глабелла), соединяется с лобной мышцей.

## Функция
Опуская кожу данной области книзу, вызывает образование поперечных складок над переносьем.
- Проекция мышцы